# Kameňany
Kameňany (ungarisch Kövi) ist eine Gemeinde in der Mitte der Slowakei mit 851 Einwohnern (Stand 31. Dezember 2024), die zum Okres Revúca, einem Kreis des Banskobystrický kraj gehört und in der traditionellen Landschaft Gemer liegt.

## Geographie
Die Gemeinde befindet sich im Slowakischen Erzgebirge, genauer im Süden des Berglands Revúcka vrchovina, beidseitig des Flüsschens Východný Turiec. Das Gemeindegebiet ist hügelig und teilweise entwaldet, mit einigen Eisenerzvorkommen. Das Ortszentrum liegt auf einer Höhe von 243 m n.m. und ist 13 Kilometer von Jelšava, 24 Kilometer von Revúca sowie 46 Kilometer von Rimavská Sobota entfernt.
Nachbargemeinden sind Nandraž im Norden, Jelšava im Nordosten, Prihradzany im Osten, Držkovce im Südosten, Višňové im Süden, Rybník im Südwesten, Sása und Ratková im Westen und Rákoš im Nordwesten.

## Geschichte
Der Ort Kameňany entstand im 12. Jahrhundert auf dem Gebiet des Herrschaftsguts der Burg Gemer und wurde zum ersten Mal 1243 als Kevy schriftlich erwähnt. Im selben Jahr schenkte der ungarische König Béla IV. das Gut der Familie Bebek. Schon 1273 wurde aus dem Dorf ein Städtchen, das unter anderem einen eigenen Bürgermeister wählen durfte; wegen Streitigkeiten zwischen zwei Zweigen von Bebeks wurde Kameňany aber nie zu einer Stadt. Zusätzlich bestand im Mittelalter ein Franziskaner-Kloster im Gemeindegebiet. Aus dem damals größeren Gemeindegebiet entwickelten sich im Spätmittelalter insgesamt sieben Dörfer und eine Burg, heute oberhalb des Dorfes Rákoš gelegen. 1427 gab es insgesamt 87 Porta. Nach einer Verwüstung durch einen türkischen Angriff im Jahr 1555 fiel die damalige Einwohnerzahl etwa auf ein Viertel. Im 16. Jahrhundert arbeiteten einige Eisenwerke im Ort. 1828 zählte man 275 Häuser und 2381 Einwohner, die in der Landwirtschaft, als Brenner, Händler und Hirten beschäftigt waren. Nach dieser Zählung setzte ein erneuter Bevölkerungsrückgang ein.
Bis 1918 gehörte der im Komitat Gemer und Kleinhont liegende Ort zum Königreich Ungarn und kam danach zur Tschechoslowakei beziehungsweise heute Slowakei.

## Bevölkerung
| Jahr                | 1994 | 2004     | 2014     | 2024    |
| ------------------- | ---- | -------- | -------- | ------- |
| Anzahl der Personen | 638  | 706      | 826      | 851     |
| Unterschied         |      | +10,65 % | +16,99 % | +3,02 % |

| Jahr                | 2023 | 2024    |
| ------------------- | ---- | ------- |
| Anzahl der Personen | 843  | 851     |
| Unterschied         |      | +0,94 % |

Gemäß der Volkszählung 2011 wohnten in Kameňany 794 Einwohner, davon 674 Slowaken, 66 Roma, 15 Tschechen, zwei Polen und ein Mährer. 28 Einwohner machten keine Angabe. 324 Einwohner bekannten sich zur evangelischen Kirche A. B, 126 Einwohner zur römisch-katholischen Kirche, jeweils fünf Einwohner zur griechisch-katholischen Kirche und zur reformierten Kirche und zwei Einwohner zu den Zeugen Jehovas. 296 Einwohner waren konfessionslos und bei 32 Einwohnern wurde die Konfession nicht ermittelt.

## Bauwerke

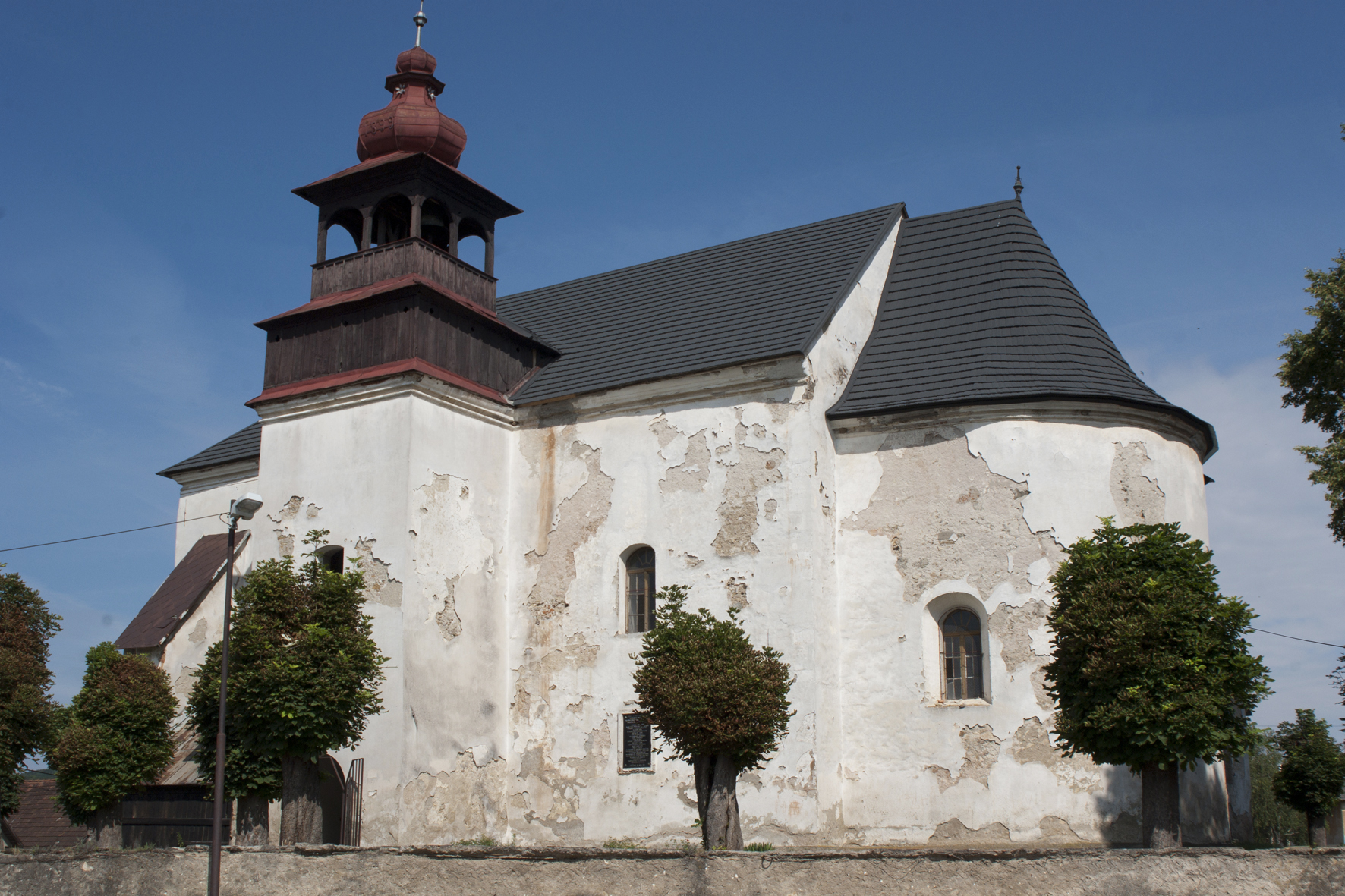
Die denkmalgeschützte Kirche in Kameňany (2014)

- Evangelische Kirche, ursprünglich im romanisch-gotischen Stil im 13. Jahrhundert gebaut, nach Umbauten im 17. und 18. Jahrhundert vorwiegend im Renaissance-, teilweise im Barockstil. Im Inneren der Kirche sind mittelalterliche Fresken, die gemalte Holzausstattung aus dem 18. Jahrhundert sowie ein Altarbild aus dem Jahr 1840 hervorzuheben.